# Szampania

Szampania wśród regionów Francji w roku 1180

Szampania (fr. Champagne) – historyczna prowincja we Francji, położona w północno-wschodniej części kraju. Wchodzi w skład utworzonego z początkiem 2016 roku regionu administracyjnego o nazwie Grand Est. 
Terytorium Szampanii było w przeszłości rozleglejsze i obejmowało dodatkowo ziemie na południe od Aisne i część Sekwany i Marny (Brie). Szampania, wcześniej hrabstwo, weszła w skład domeny królów Francji po śmierci hrabiego Henryka III Grubego (zm. 1274) wskutek zawartego w 1284 małżeństwa jego jedynej córki Joanny z następcą tronu francuskiego, późniejszym królem Francji Filipem IV Pięknym.
Od wieków Szampania słynie z produkcji win musujących, nazywanych od nazwy tej krainy – szampanem. Znajdowały się tu królewskie winnice produkujące ten jedyny w swoim rodzaju trunek. Nie tylko jednak winnice rozsławiają ten teren. Wzniesiono w licznych malowniczych miejscowościach Szampanii wspaniałe zabytki architektury. Duża ich część położona jest w katedralnym mieście Reims.
Najważniejsze miasta:
- Châlons-en-Champagne
- Reims
- Troyes